# Pravotice
Pravotice est un village de Slovaquie situé dans la région de Trenčín.

## Histoire
Première mention écrite du village en 1208.

## Démographie

### Évolution de la population
| Année:               | 1994. | 2004.    | 2014.   | 2024.    |
| -------------------- | ----- | -------- | ------- | -------- |
| Nombre de personnes: | 344   | 285      | 307     | 369      |
| Différence:          |       | -17,15 % | +7,71 % | +20,19 % |

| Année:               | 2023. | 2024.   |
| -------------------- | ----- | ------- |
| Nombre de personnes: | 366   | 369     |
| Différence:          |       | +0,81 % |